# Zalew w Starej Morawie

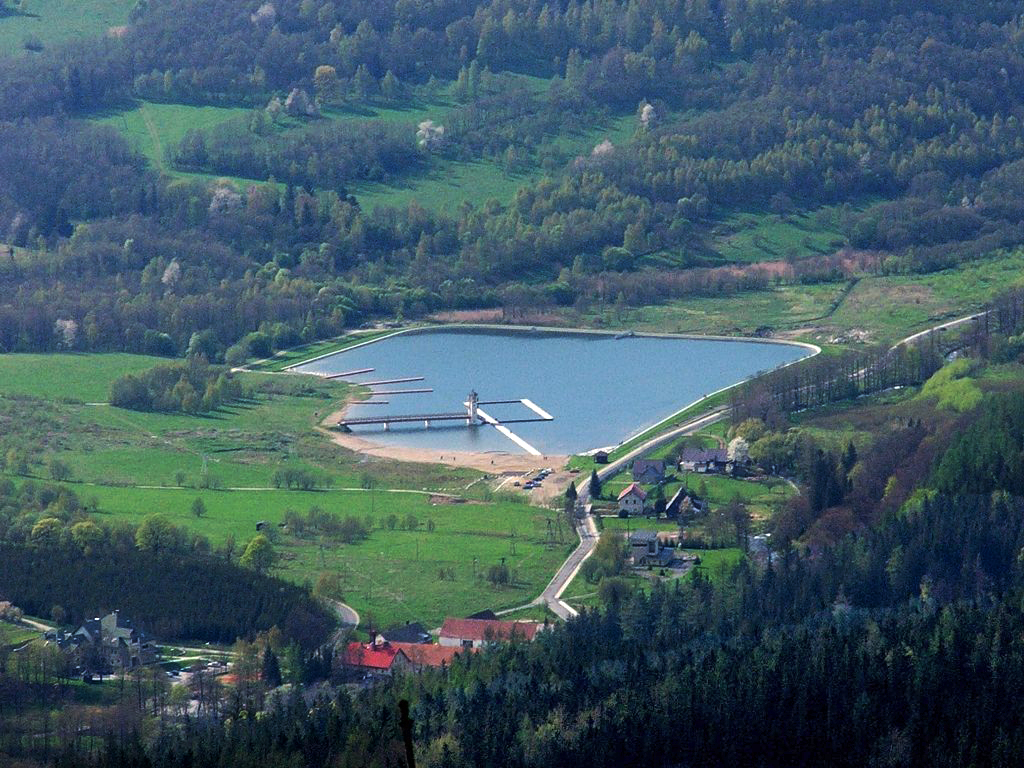
Zalew widziany z Suszycy

Zalew w Starej Morawie – sztuczny zbiornik wodny retencyjno-rekreacyjny o powierzchni 5,5 ha w pobliżu wsi Stara Morawa, ok. 1,3 km od Stronia Śląskiego w województwie dolnośląskim. Wybudowany został z funduszy europejskich. Oddany został oficjalnie do użytku 7 lipca 2007 r. Południowo-zachodni brzeg posiada naturalne ukształtowanie z bezpośrednim dostępem do wody. Pozostałe brzegi są wykonane w postaci betonowego obwałowania. Jest to jeden z najwyżej położonych sztucznych zbiorników wodnych w Polsce (około 525 m n.p.m.).

## Infrastruktura
Przy zalewie wybudowane są następujące elementy zagospodarowania dla potrzeb rekreacji:
- strzeżone kąpielisko z piaszczystą plażą,
- pole namiotowe,
- molo i pomosty z wieżą widokową,
- punkty gastronomiczne,
- toalety, drogi dojazdowe.

W planach są ponadto:
- brodzik, basen dla pływających,
- przystań dla sportów wodnych (kajaki, windsurfing),
- boiska sportowe i rekreacyjne,
- przebieralnie, pomieszczenia higieniczno-sanitarne,
- przechowalnia i wypożyczalnia sprzętu sportowego,
- alejki piesze, parkingi,
- camping dla caravaningu.